# Sandy Martin

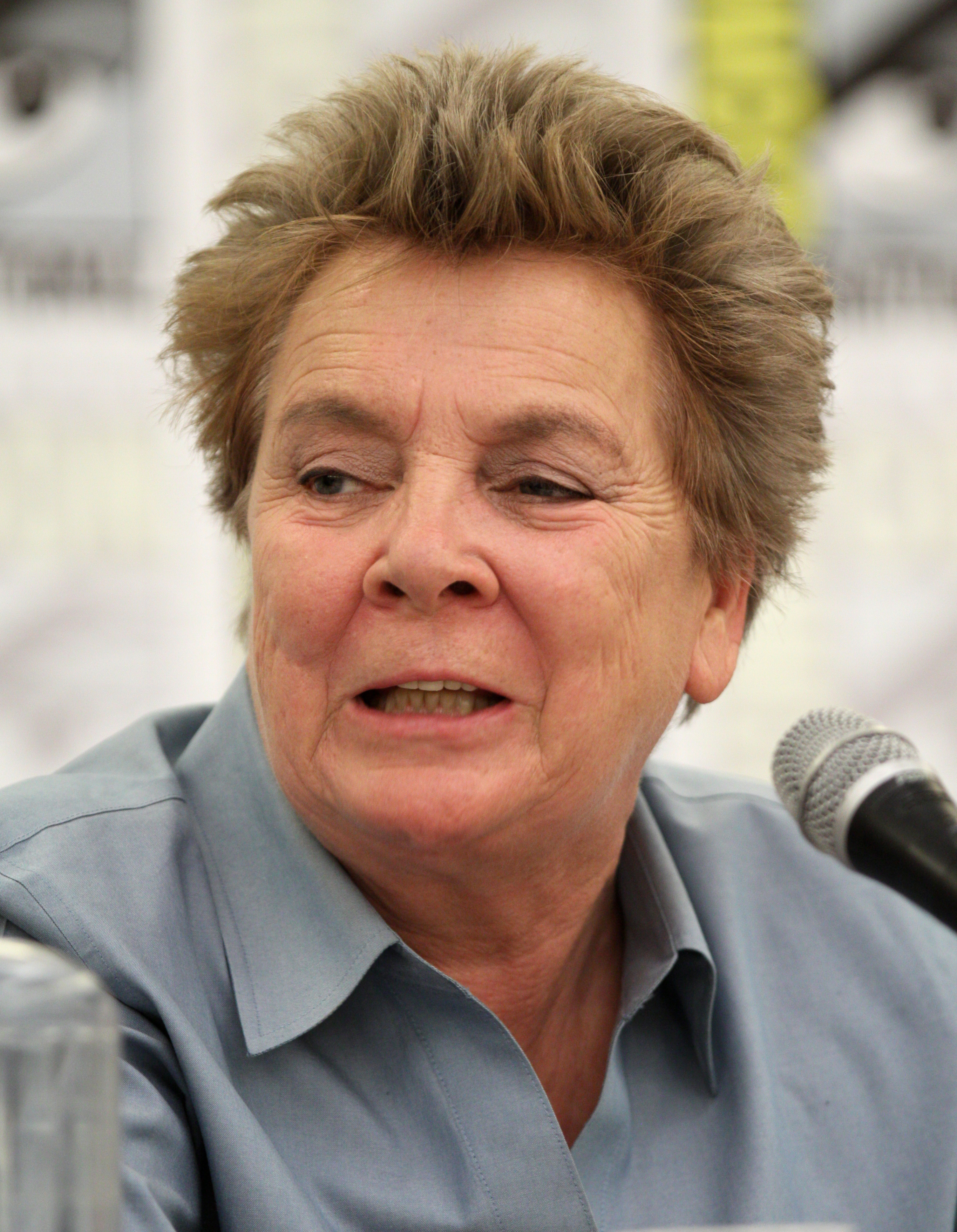
Sandy Martin (2011)

Sandy Martin (* 3. März 1949 in Philadelphia, Pennsylvania) ist eine US-amerikanische Schauspielerin.

## Leben und Karriere
Sandy Martin begann ihre Schauspielkarriere im Alter von 15 Jahren, als sie mit Martha Raye in dem Theaterstück Good-bye Charley durch die Vereinigten Staaten tourte. Sie hat bis heute eine lange Laufbahn als Theaterschauspielerin in New York City und Los Angeles. 2011 spielte sie die Hauptrolle der Bella in einer Produktion von Tennessee Williams’ A House Not Meant to Stand.
Seit ihrem Filmdebüt in Skalpell – Blutiges Spiegelbild im Jahr 1977 stand Martin für über 130 Film- und Fernsehproduktionen vor der Kamera. In den 1980er- und 1990er-Jahren spielte sie nur kleine Filmrollen und war als Gastdarstellerin in Serien wie Lou Grant, Falcon Crest, Matlock und Emergency Room – Die Notaufnahme zu sehen. 2000 spielte sie in der deutschen Filmproduktion Marlene die Rolle der Klatschkolumnistin Louella Parsons. Martin selbst äußerte in einem Interview, dass ihre Hollywood-Karriere erst 2004 durch die Darstellung der Großmutter in dem erfolgreichen Film Napoleon Dynamite einen recht späten Schub erhalten habe.
Seitdem wird die Charakterdarstellerin überwiegend im Rollenfach der exzentrischen älteren Frau besetzt, viele ihrer Figuren wirken mürrisch, rabiat oder gar ekelig. Zu ihren bekannteren Rollen zählt die der Selma Green, einer Mormonenfrau, die sich als Mann verkleidet, in der Serie Big Love zwischen 2007 und 2011. Seit 2006 ist sie in der Comedyserie It’s Always Sunny in Philadelphia in einer wiederkehrenden Rolle als Mutter von Rob McElhenneys Figur Mac zu sehen. Im Jahr 2017 spielte Martin die dominante Mutter des von Sam Rockwell verkörperten Polizisten in Martin McDonaghs oscarprämiertem Film Three Billboards Outside Ebbing, Missouri.

## Filmografie (Auswahl)

### Kino
- 1977: Skalpell – Blutiges Spiegelbild (False Face)
- 1978: 2076 Olympiad
- 1982: Nur 48 Stunden (48 Hrs.)
- 1985: Was für ein Genie (Real Genius)
- 1986: Extremities
- 1987: Barfly
- 1991: Wehrlos (Defenseless)
- 1994: Speed
- 1994: China Moon
- 1995: Tödlicher Betrug (Above Suspicion)
- 1996: Female Perversions
- 1998: Eine schrecklich nette Urwaldfamilie (Krippendorf's Tribe)
- 1999: Der zuckersüße Tod (Jawbreaker)
- 2000: Marlene
- 2001: Eine Nacht bei McCool’s (One Night at McCool’s)
- 2004: Napoleon Dynamite
- 2005: Adam & Steve
- 2006: In der Hitze von L.A. (Hot Tamale)
- 2008: Der große Buck Howard (The Great Buck Howard)
- 2008: Marley & Ich (Marley & Me)
- 2010: Beneath the Dark – Tödliche Bestimmung (Beneath the Dark)
- 2012: 7 Psychos (Seven Psychopaths)
- 2013: Lovelace
- 2013: Ass Backwards – Die Schönsten sind wir (Ass Backwards)
- 2014: Professor Love (Some Kind of Beautiful)
- 2017: Three Billboards Outside Ebbing, Missouri
- 2019: Dumbo
- 2021: Luca (Stimme)

### Fernsehen
- 1977/1981: Lou Grant (2 Folgen)
- 1982: Tote kriegen keine Post (One Shoe Makes It Murder)
- 1982–1984: Polizeirevier Hill Street (Hill Street Blues; 3 Folgen)
- 1983: Agentin mit Herz (Scarecrow and Mrs. King; 1 Folge)
- 1984: Falcon Crest (1 Folge)
- 1985: Twilight Zone (1 Folge)
- 1989: Matlock (1 Folge)
- 1995: Unter Anklage – Der Fall McMartin (Indictment: The McMartin Trial)
- 1996/2001: Emergency Room – Die Notaufnahme (ER; 2 Folgen)
- 1997: Mit vollem Einsatz (On the Line)
- 1999: Sliders – Das Tor in eine fremde Dimension (1 Folge)
- 2001/2007: CSI: Vegas (2 Folgen)
- 2005: Without a Trace – Spurlos verschwunden (1 Folge)
- 2005: Desperate Housewives (1 Folge)
- 2005: CSI: New York (1 Folge)
- 2006–2018: It’s Always Sunny in Philadelphia (12 Folgen)
- 2007: Cold Case – Kein Opfer ist je vergessen (1 Folge)
- 2007: Saving Grace (1 Folge)
- 2007–2011: Big Love (11 Folgen)
- 2009: My Name Is Earl (1 Folge)
- 2009: Weeds – Kleine Deals unter Nachbarn (1 Folge)
- 2012: The Closer (1 Folge)
- 2012: 2 Broke Girls (1 Folge)
- 2012: Rizzoli & Isles (1 Folge)
- 2014–2017: Hand of God (12 Folgen)
- 2014–2017: Playing House (6 Folgen)
- 2018: Shooter (1 Folge)
- 2018–2019: Ray Donovan (13 Folgen)